# Leichtathletik-Weltmeisterschaften 2017/Dreisprung der Frauen

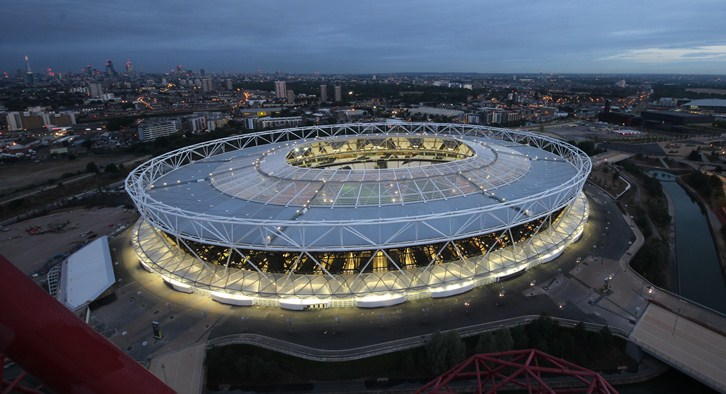
Das Olympiastadion London während der Weltmeisterschaften

Der Dreisprung der Frauen wurde bei den Leichtathletik-Weltmeisterschaften 2017 am 5. und 7. August 2017 im Olympiastadion der britischen Hauptstadt London ausgetragen.
Weltmeisterin wurde die Olympiazweite von 2016, Südamerikameisterin von 2015 und Vizesüdamerikameisterin von 2017 Yulimar Rojas aus Venezuela.

Sie hatte zwei Zentimeter Vorsprung vor der zweifachen Weltmeisterin (2013/2015), WM-Dritten von 2011, aktuellen Olympiasiegerin und Olympiazweiten von 2012 Caterine Ibargüen aus Kolumbien, die darüber hinaus bei den Südamerikameisterschaften zahlreiche Medaillen in drei Sprungdisziplinen gesammelt hatte. Dreisprung: 2-mal Gold (2009/2011), 1-mal Silber (2006), 2-mal Bronze (2003/2005) – Weitsprung: 2-mal Silber (2003/2006), 3-mal Bronze (2005/2007/2011) – Hochsprung: 4-mal Gold (2005/2006/2007/2009), 2-mal Bronze (1999).

Dritte wurde die kasachische Olympiasiegerin von 2012, Olympiazweite von 2008 Olympiadritte von 2016, Vizeweltmeisterin von 2011 und WM-Dritte von 2015 Olga Rypakowa. Außerdem hatte sie bei den Asienmeisterschaften 2007 und 2009 Gold errungen und war darüber hinaus 2007 Asienmeisterin im Weitsprung.

## Bestehende Rekorde
| Weltrekord               | Inessa Krawez | 15,50 m | WM in Göteborg, Schweden | 10. August 1995 |
| Weltmeisterschaftsrekord | Inessa Krawez | 15,50 m | WM in Göteborg, Schweden | 10. August 1995 |

Der bestehende WM-Rekord wurde bei diesen Weltmeisterschaften nicht eingestellt und nicht verbessert.

## Windbedingungen
In den folgenden Ergebnisübersichten sind die Windbedingungen zu den einzelnen Sprüngen benannt. Der erlaubte Grenzwert liegt bei zwei Metern pro Sekunde. Bei stärkerer Windunterstützung wird die Weite für den Wettkampf gewertet, findet jedoch keinen Eingang in Rekord- und Bestenlisten.

## Legende
Kurze Übersicht zur Bedeutung der Symbolik – so üblicherweise auch in sonstigen Veröffentlichungen verwendet:
| –   | verzichtet                                  |
| x   | ungültig                                    |
| r   | Wettkampf nicht fortgesetzt (retired)       |
| NWI | keine Windinformation (No Wind Information) |

## Qualifikation
5. August 2017, 11:00 Uhr Ortszeit (12:00 Uhr MESZ)
Die Athletinnen traten zu einer Qualifikationsrunde in zwei Gruppen an. Die für den direkten Finaleinzug geforderte Qualifikationsweite betrug 14,20 m. Da nur sieben Springerinnen diesen Wert übertrafen – hellblau unterlegt, wurde das Finalfeld mit den nachfolgend besten Springerinnen beider Gruppen auf insgesamt zwölf Teilnehmerinnen aufgefüllt – hellgrün unterlegt. So waren für die Finalteilnahme schließlich 14,07 m zu erbringen.

### Gruppe A
| Platz | Name                    | Nation       | 1. Versuch (m) Wind (m/s) | 2. Versuch (m) Wind (m/s) | 3. Versuch (m) Wind (m/s) | Resultat (m) |
| 01    | Yulimar Rojas           | Venezuela    | 14,17 / −0,5              | 14,52 / −0,8              | –                         | 14,52        |
| 02    | Susana Costa            | Portugal     | 13,83 / −0,8              | 13,88 / +0,5              | 14,35 / +0,6              | 14,35 PB     |
| 03    | Kimberly Williams       | Jamaika      | 14,09 / −0,3              | x                         | 14,14 / +1,0              | 14,14        |
| 04    | Anna Jagaciak-Michalska | Polen        | 14,09 / −0,5              | 13,72 / +1,0              | 14,04 / −0,1              | 14,09        |
| 05    | Neele Eckhardt          | Deutschland  | 11,95 / −0,2              | 13,97 / +1,1              | 14,07 / +1,0              | 14,07        |
| 06    | Kristiina Mäkelä        | Finnland     | 13,92 / +0,6              | 13,69 / +0,6              | 13,77 / +1,6              | 13,92        |
| 07    | Gabriela Petrowa        | Bulgarien    | 13,66 / −0,5              | 13,90 / +0,2              | 13,66 / +1,1              | 13,90        |
| 08    | Jeanine Assani-Issouf   | Frankreich   | x                         | 13,87 / +0,4              | 13,67 / −0,4              | 13,87        |
| 09    | Paraskevi Papachristou  | Griechenland | 13,40 / +0,6              | x                         | 13,75 / +0,3              | 13,75        |
| 10    | Tânia da Silva          | Brasilien    | 13,74 / +0,7              | 13,70 / −0,5              | 13,14 / +0,1              | 13,74        |
| 11    | Liadagmis Povea         | Kuba         | 13,44 / −1,2              | x                         | 13,55 / +1,0              | 13,55        |
| 12    | Fátima Diame            | Spanien      | 12,97 / −1,0              | 13,28 / +0,5              | 13,36 / +0,5              | 13,36        |
| 13    | Marija Owtschinnikowa   | Kasachstan   | 13,18 / −0,6              | 12,90 / −0,5              | x                         | 13,18        |

In Qualifikationsgruppe A ausgeschiedene Dreispringerinnen:

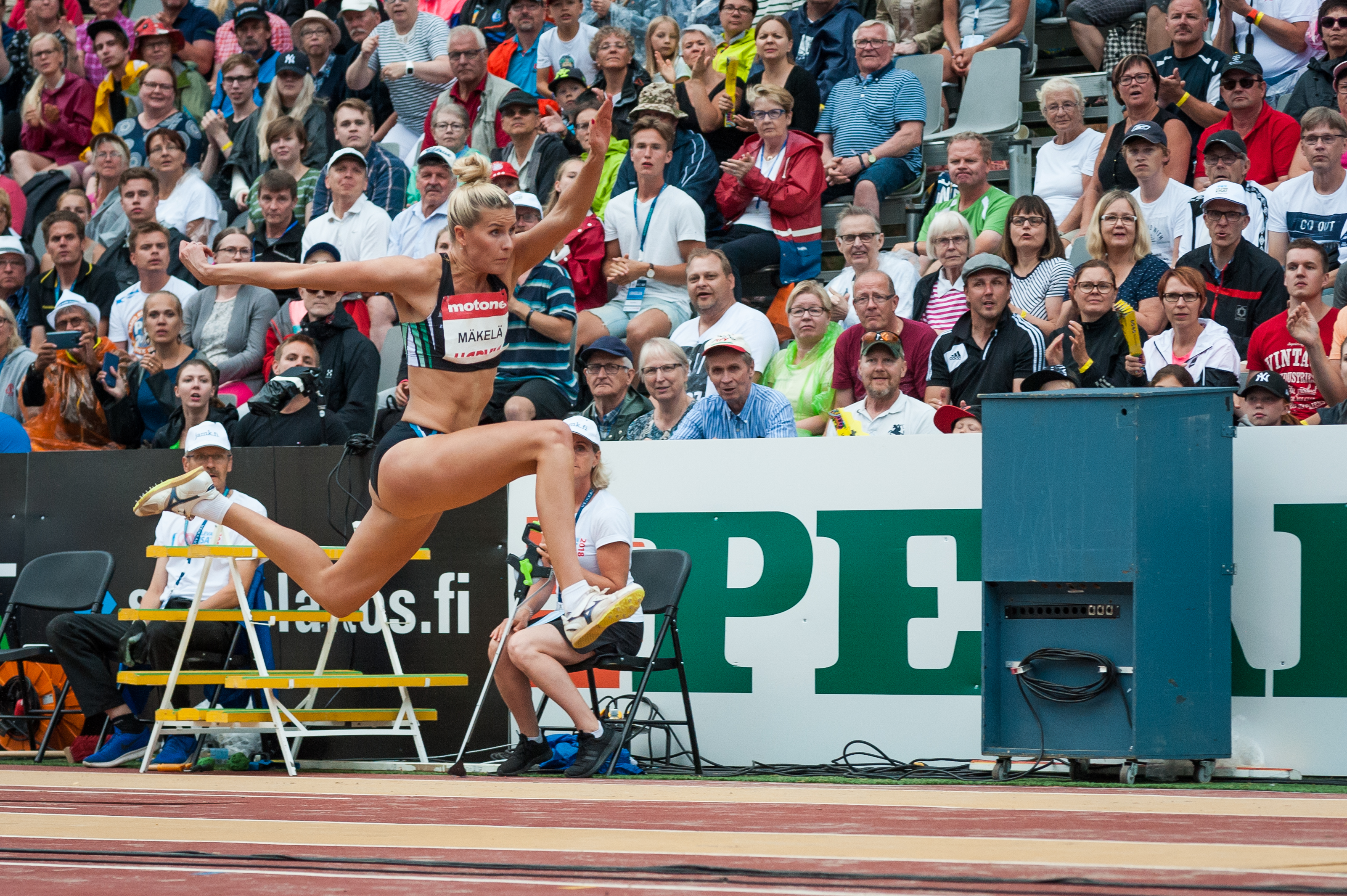
Kristiina Mäkelä Rang sechs mit 13,92 m
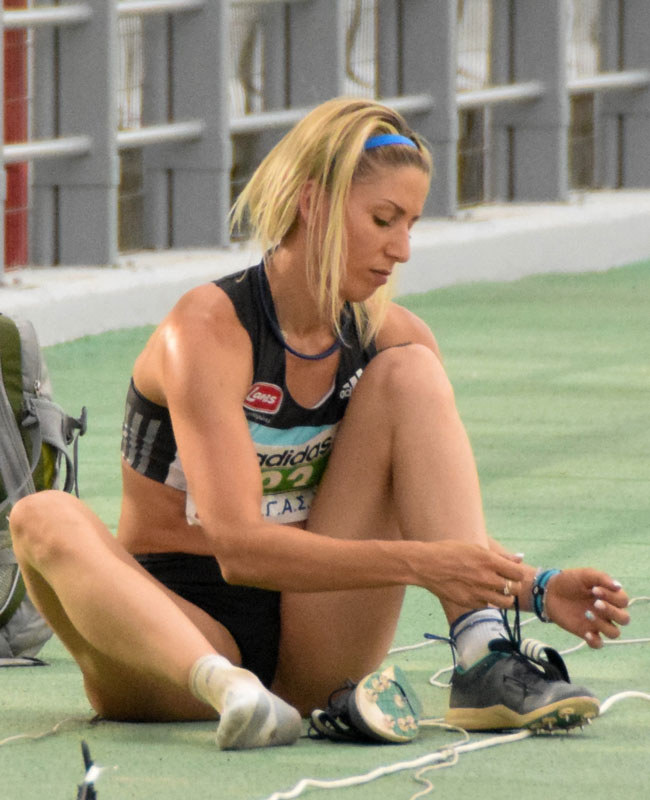
Paraskevi Papachristou Rang neun mit 13,75 m
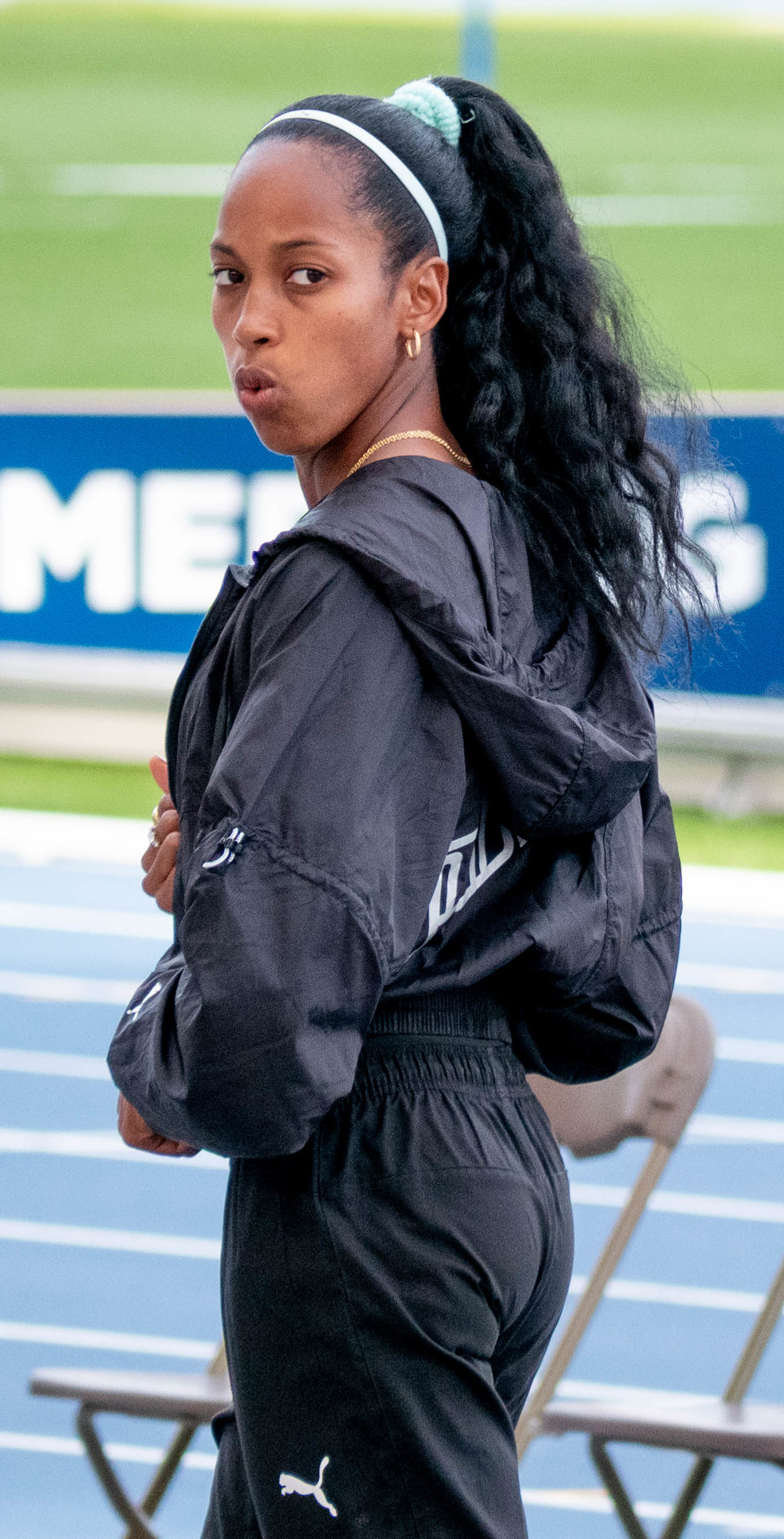
Liadagmis Povea Rang elf mit 13,55 m
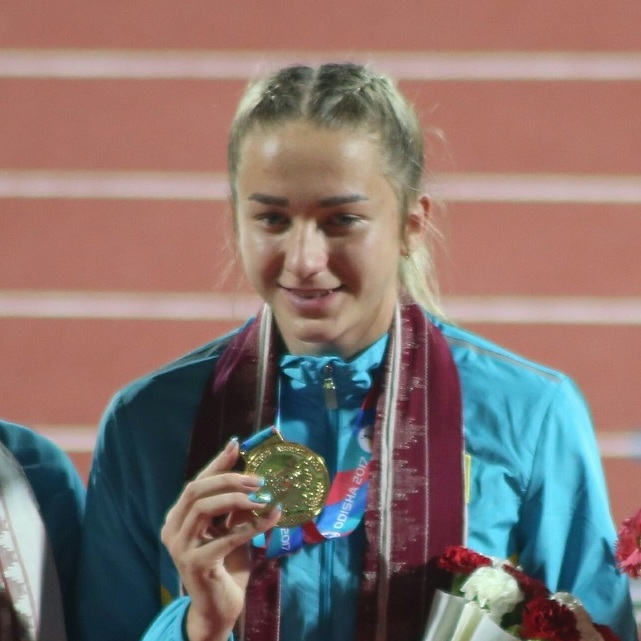
Marija Owtschinnikowa Rang dreizehn mit 13,18 m

### Gruppe B

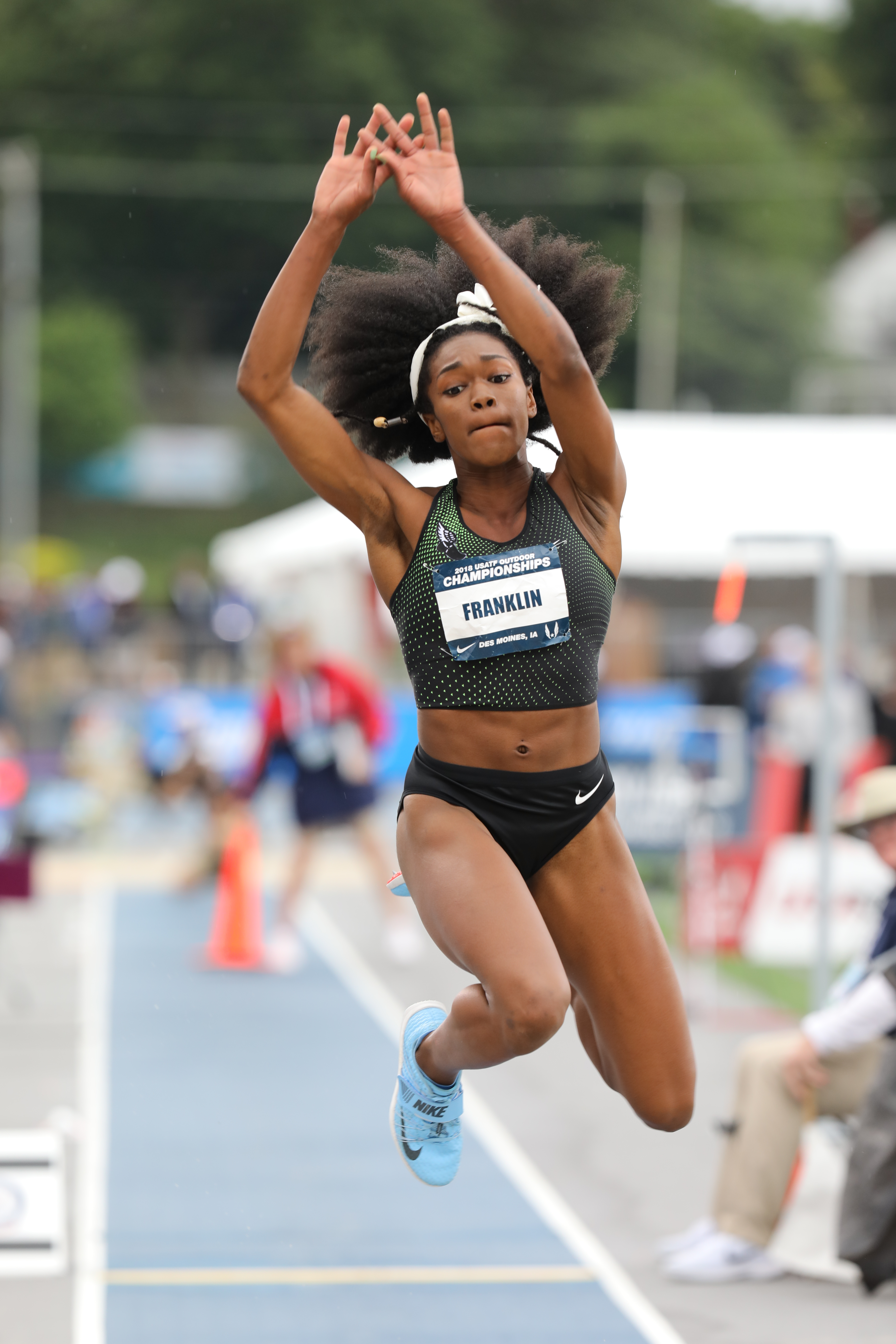
Tori Franklin – ausgeschieden als Achte mit 14,03 m
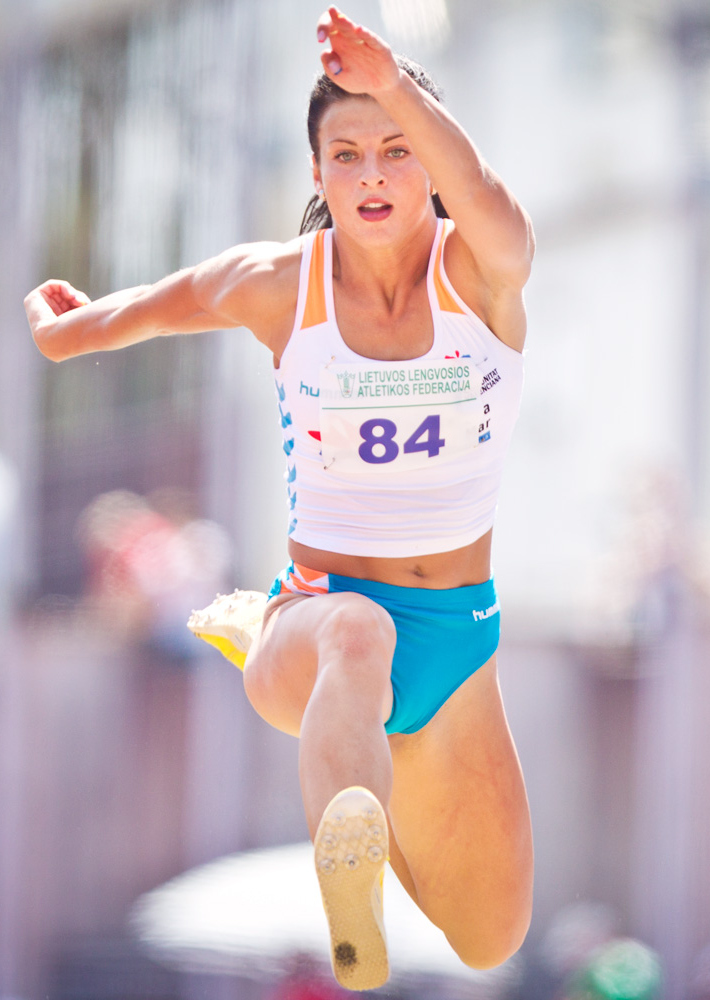
Dovilė Dzindzaletaitė – ausgeschieden als Zehnte mit 13,97 m

| Platz | Name                  | Nation      | 1. Versuch (m) Wind (m/s) | 2. Versuch (m) Wind (m/s) | 3. Versuch (m) Wind (m/s) | Resultat (m) |
| 01    | Olga Rypakowa         | Kasachstan  | 14,57 / +1,1              | –                         | –                         | 14,57        |
| 02    | Patrícia Mamona       | Portugal    | 13,97 / −0,9              | 14,29 / +0,8              | –                         | 14,29        |
| 03    | Kristin Gierisch      | Deutschland | 14,11 / +0,1              | x                         | 14,25 / −0,2              | 14,25        |
| 04    | Shanieka Ricketts     | Jamaika     | 13,93 / ±0,0              | 14,21 / +1,1              | –                         | 14,21        |
| 05    | Caterine Ibargüen     | Kolumbien   | 14,21 / −1,5              | –                         | –                         | 14,21        |
| 06    | Hanna Minenko         | Israel      | x                         | 14,17 / +0,8              | 13,72 / +0,7              | 14,17 SB     |
| 07    | Ana Peleteiro         | Spanien     | 13,84 / +0,3              | 14,07 / +0,7              | 13,09 / +0,6              | 14,07        |
| 08    | Tori Franklin         | USA         | x                         | 14,03 / +0,9              | 12,96 / +0,2              | 14,03 PB     |
| 09    | Elena Panțuroiu       | Rumänien    | 13,91 / +0,1              | 14,01 / +0,9              | 14,02 / +0,5              | 14,02        |
| 10    | Dovilė Dzindzaletaitė | Litauen     | 13,97 / −0,5              | x                         | 13,43 / +0,8              | 13,97        |
| 11    | Thea LaFond           | Dominica    | 13,38 / +0,1              | 13,82 / +0,2              | 13,50 / +0,4              | 13,82        |
| 12    | Nadia Eke             | Ghana       | x                         | 13,25 / +1,1              | 13,54 / +0,7              | 13,54        |
| 13    | Tamara Myers          | Bahamas     | x                         | x                         | 13,41 / +0,5              | 13,41        |

## Finale
7. August 2017, 20:25 Uhr Ortszeit (21:25 Uhr MESZ)
Favoritin für den Dreisprung war die Kolumbianerin Caterine Ibargüen. Sie war die amtierende Weltmeisterin, hatte auch 2013 diesen Titel gewonnen und war zudem die Olympiasiegerin von 2016. Zu ihren schärfsten Gegnerinnen gehörten die Kasachin Olga Rypakowa als WM-Dritte von 2015 und Olympiadritte von 2016, die Olympiazweite von 2016 Yulimar Rojas aus Venezuela, die Vizeweltmeisterin von 2015 und Vizeeuropameisterin von 2016 Hanna Minenko aus Israel sowie die amtierende Europameisterin Patrícia Mamona aus Portugal.
Mit ihren im ersten Versuch erzielten 14,67 m lag Ibargüen sofort an der Spitze. Rojas folgte mit 14,55 m vor Rypakowa mit 14,45 m. Ibargüen verbesserte sich im zweiten Durchgang noch einmal um zwei Zentimeter, doch Rojas gelangen jetzt 14,82 m, womit sie die Führung übernahm. Auch in Runde drei waren die drei vorne liegenden Athletinnen die Besten im Feld. Ibargüen steigerte sich auf 14,89 m und verdrängte Rojas wieder von ihrer führenden Position. Die Venezolanerin zeigte mit 14,83 m allerdings, dass weiter mit ihr zu rechnen war. Rypakowa erzielte 14,77 m in ihrem dritten Versuch.
In Durchgang vier hatte das bestehende Zwischenresultat weiter Bestand. Das änderte sich in der nächsten Runde. Rojas sprang auf 14,91 m und lag damit wieder vorn. Ibargüen und Rypakowa konnten sich mit ihren verbleibenden Versuchen nicht mehr verbessern, die Medaillen waren somit verteilt. Die neue Weltmeisterin hieß Yulimar Rojas. Die Favoritin Caterine Ibargüen war um zwei Zentimeter geschlagen auf Rang zwei vor der Bronzemedaillengewinnerin Olga Rypakowa. Hanna Minenko erzielte im fünften Durchgang 14,42 m und kam damit als Vierte etwas näher an die drei Führenden heran. Fünfte wurde die Deutsche Kristin Gierisch, der im letzten Sprung 14,33 m gelangen. Anna Jagaciak-Michalska belegte mit 14,25 m den sechsten Platz.
| Platz | Name                    | Nation      | 1. Versuch (m) Wind (m/s) | 2. Versuch (m) Wind (m/s) | 3. Versuch (m) Wind (m/s) | 4. Versuch (m) Wind (m/s)                     | 5. Versuch (m) Wind (m/s)                     | 6. Versuch (m) Wind (m/s)                     | Resultat (m) |
|       | Yulimar Rojas           | Venezuela   | 14,55 / +0,5              | 14,82 / +0,8              | 14,83 / +0,4              | 13,69 / +0,6                                  | 14,91 / +0,4                                  | 14,50 / −0,3                                  | 14,91        |
|       | Caterine Ibargüen       | Kolumbien   | 14,67 / NWI               | 14,69 / +0,4              | 14,89 / +0,9              | 14,80 / +0,3                                  | 14,71 / −1,0                                  | 14,88 / +0,5                                  | 14,89 SB     |
|       | Olga Rypakowa           | Kasachstan  | 14,45 / +0,4              | x                         | 14,77 / +0,9              | 14,32 / +0,1                                  | 14,52 / +0,2                                  | 14,36 / ±0,0                                  | 14,77 SB     |
| 04    | Hanna Minenko           | Israel      | 14,11 / +0,6              | 14,04 / −0,2              | 14,29 / +0,5              | x                                             | 14,42 / +1,2                                  | 13,97 / ±0,0                                  | 14,42        |
| 05    | Kristin Gierisch        | Deutschland | 14,16 / +0,5              | 14,23 / +0,9              | 14,30 / +0,2              | x                                             | 13,84 / ±0,0                                  | 14,33 / +0,3                                  | 14,33        |
| 06    | Anna Jagaciak-Michalska | Polen       | 14,25 / +0,1              | 14,13 / +0,7              | 14,25 / +0,4              | 14,13 / +0,4                                  | 14,05 / +0,5                                  | 13,88 / +0,1                                  | 14,25        |
| 07    | Ana Peleteiro           | Spanien     | 13,92 / +0,2              | x                         | 14,23 / +1,4              | x                                             | r                                             | –                                             | 14,23 PB     |
| 08    | Shanieka Ricketts       | Jamaika     | 14,13 / +0,3              | 14,04 / +0,2              | 14,10 / +0,7              | 13,82 / +0,7                                  | 13,81 / +0,4                                  | 14,01 / +0,7                                  | 14,13        |
| 09    | Patrícia Mamona         | Portugal    | x                         | 14,04 / +0,1              | 14,12 / +0,1              | nicht im Finale der besten acht Springerinnen | nicht im Finale der besten acht Springerinnen | nicht im Finale der besten acht Springerinnen | 14,12        |
| 10    | Kimberly Williams       | Jamaika     | 14,01 / +0,2              | x                         | 13,95 / +0,2              | nicht im Finale der besten acht Springerinnen | nicht im Finale der besten acht Springerinnen | nicht im Finale der besten acht Springerinnen | 14,01        |
| 11    | Susana Costa            | Portugal    | x                         | 13,99 / +0,4              | 13,97 / +0,5              | nicht im Finale der besten acht Springerinnen | nicht im Finale der besten acht Springerinnen | nicht im Finale der besten acht Springerinnen | 13,99        |
| 12    | Neele Eckhardt          | Deutschland | 13,94 / NWI               | 13,97 / +0,9              | 11,81 / +0,3              | nicht im Finale der besten acht Springerinnen | nicht im Finale der besten acht Springerinnen | nicht im Finale der besten acht Springerinnen | 13,97        |

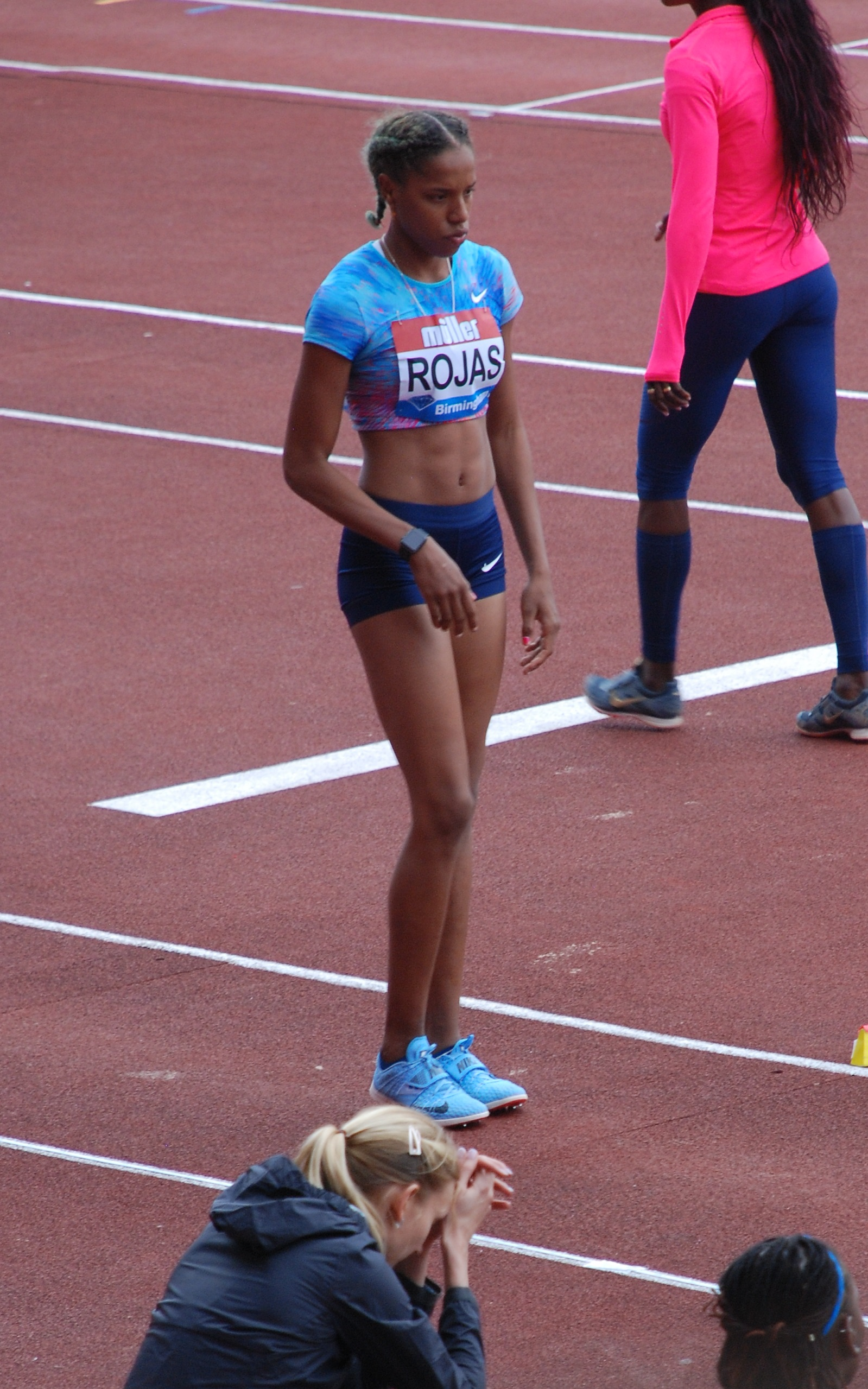
Weltmeisterin Yulimar Rojas
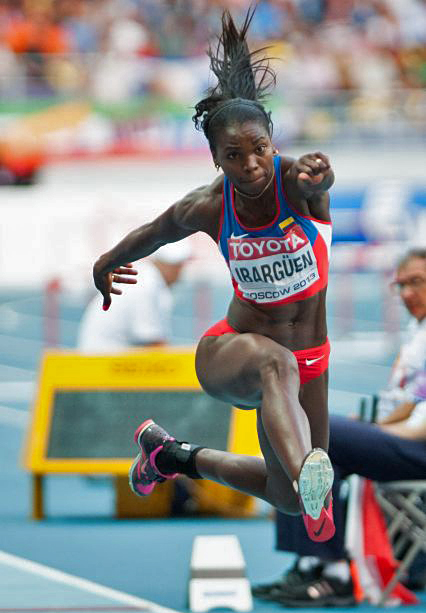
Vizeweltmeisterin Caterine Ibargüen
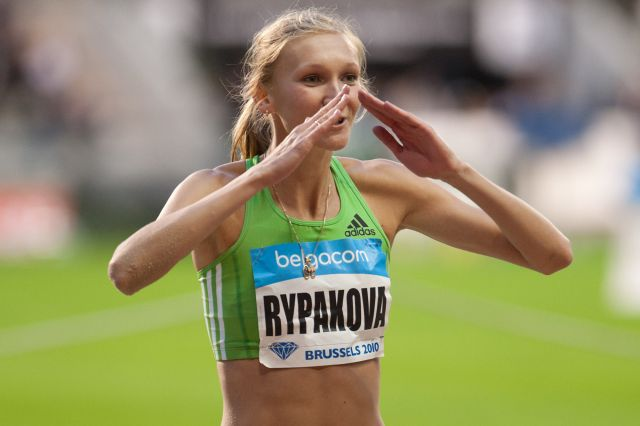
Bronzemedaillengewinnerin Olga Rypakowa
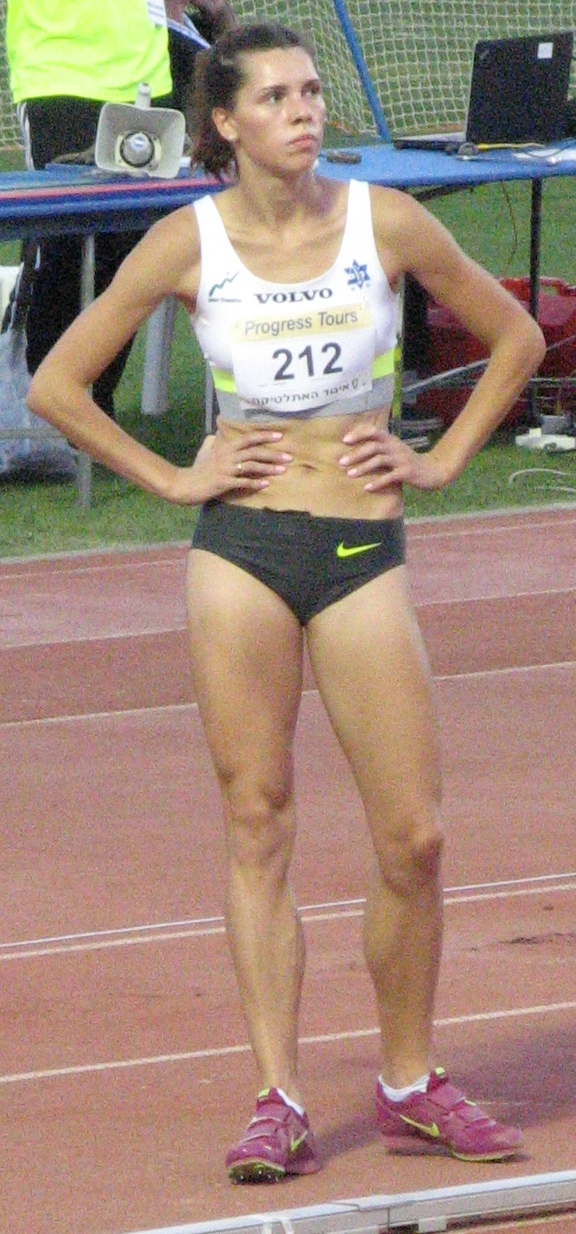
Hanna Minenko erreichte den vierten Platz
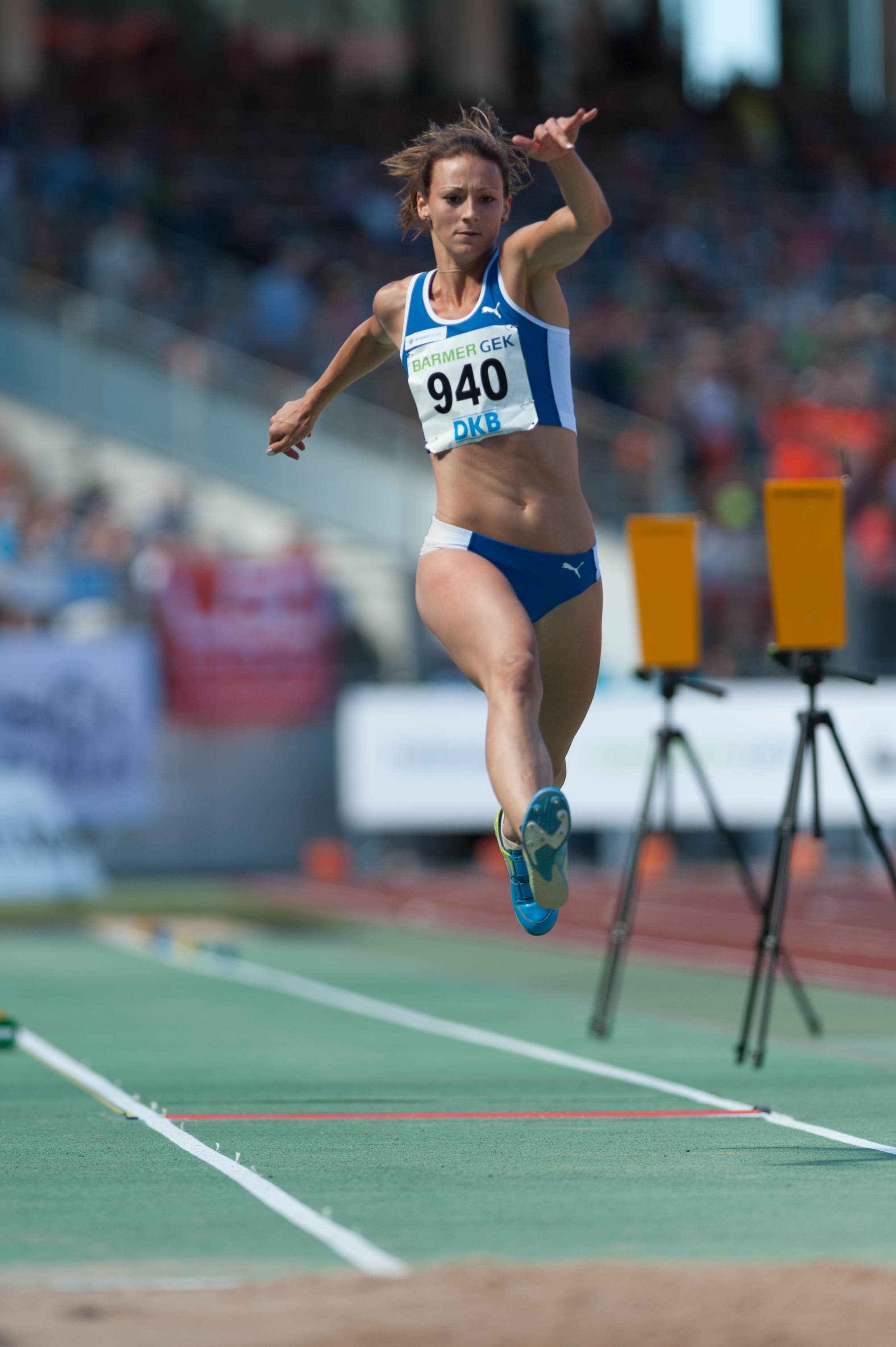
Kristin Gierisch kam auf Platz fünf
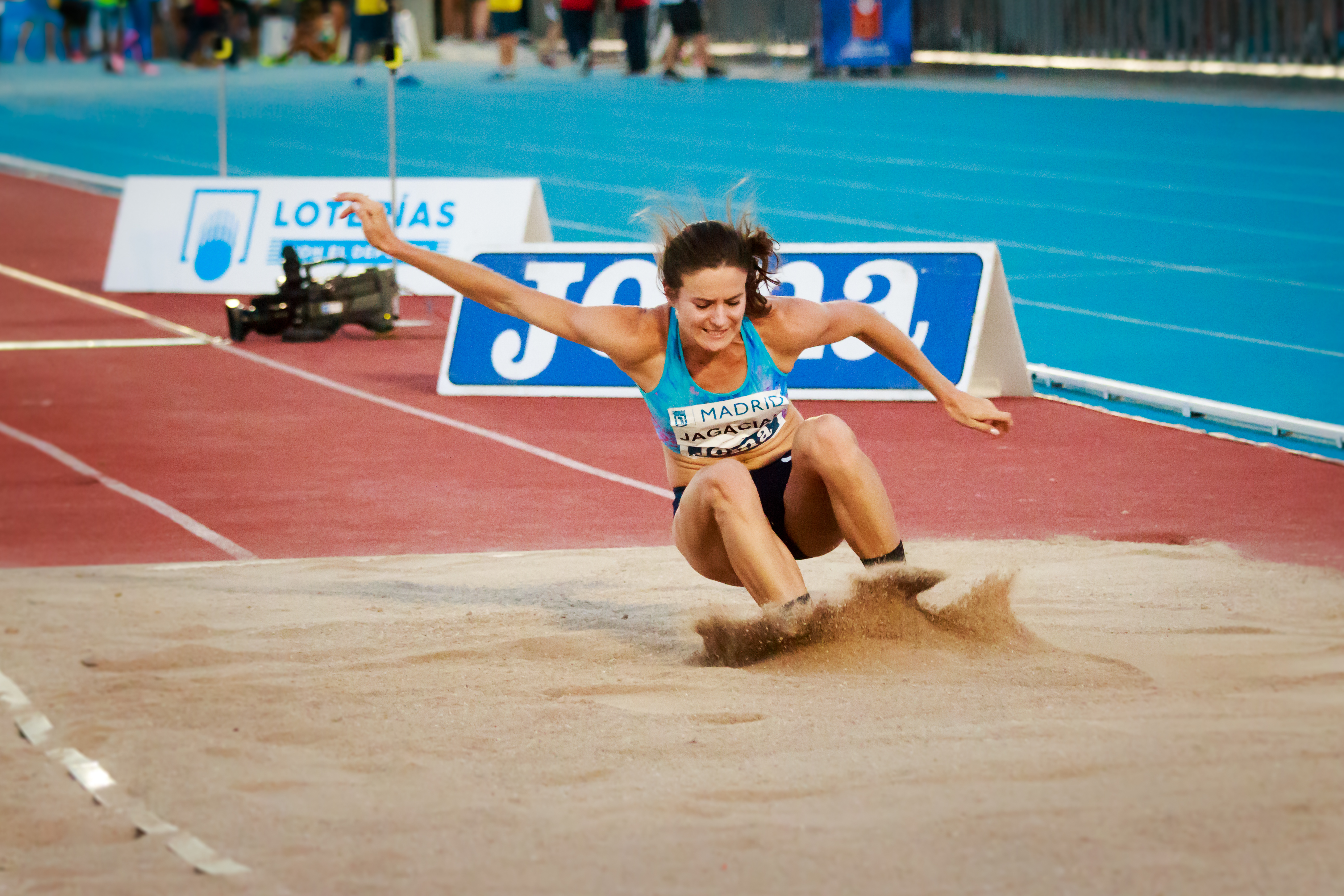
Rang sechs für Anna Jagaciak-Michalska
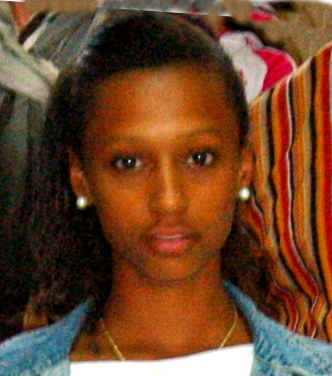
Ana Peleteiro belegte Rang sieben
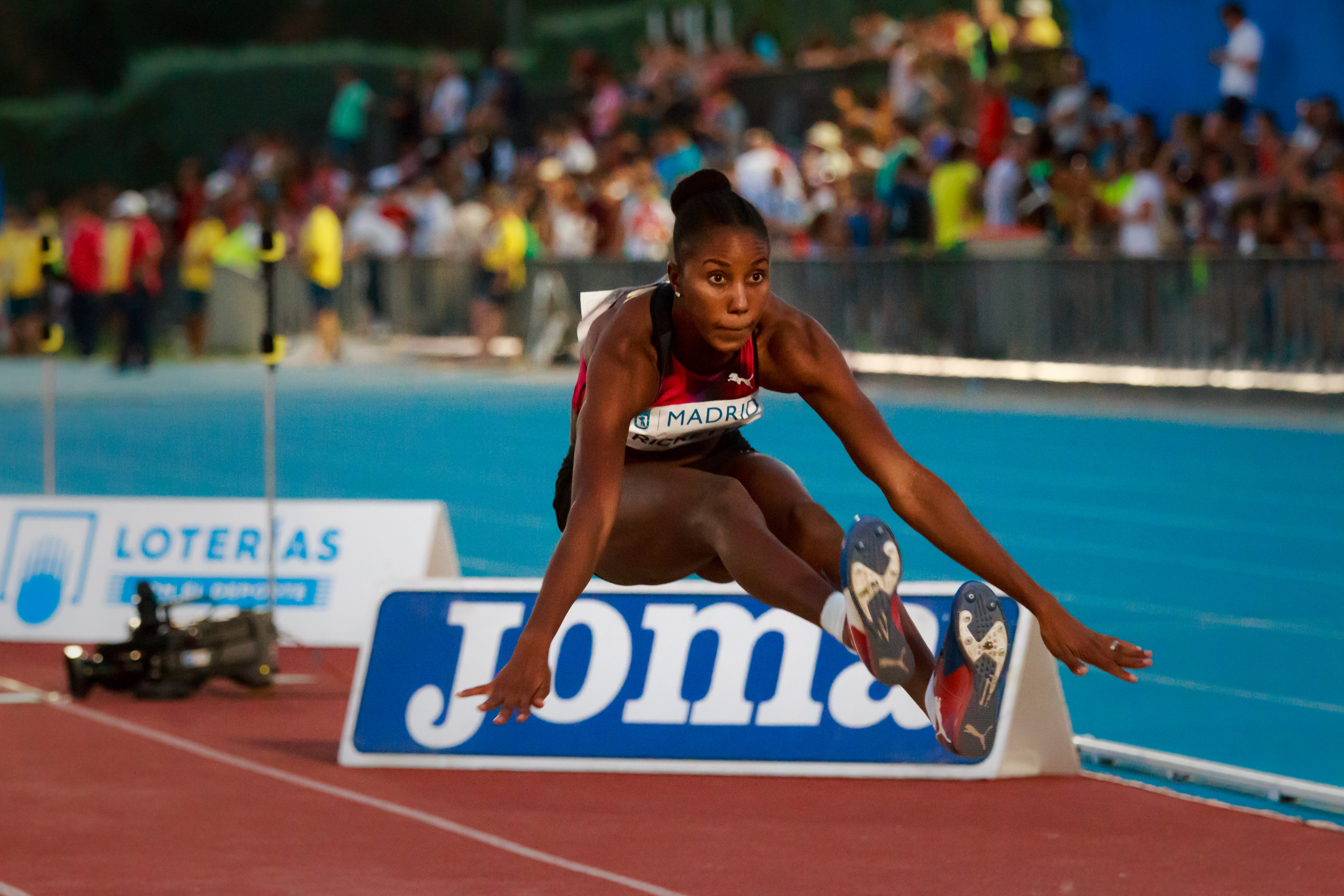
Shanieka Ricketts wurde Achte
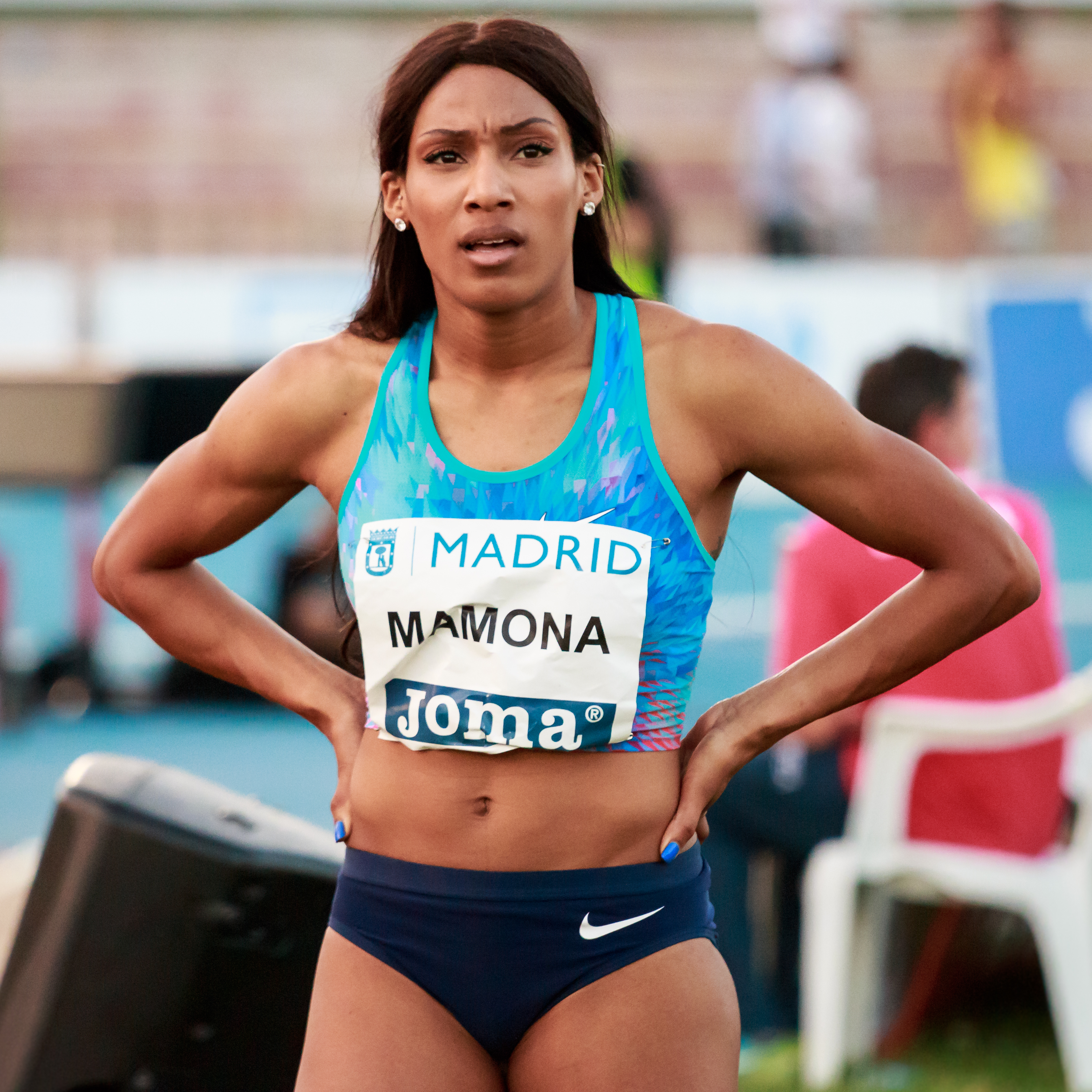
Die amtierende Europameisterin Patrícia Mamona blieb als Neunte unter ihren Möglichkeiten
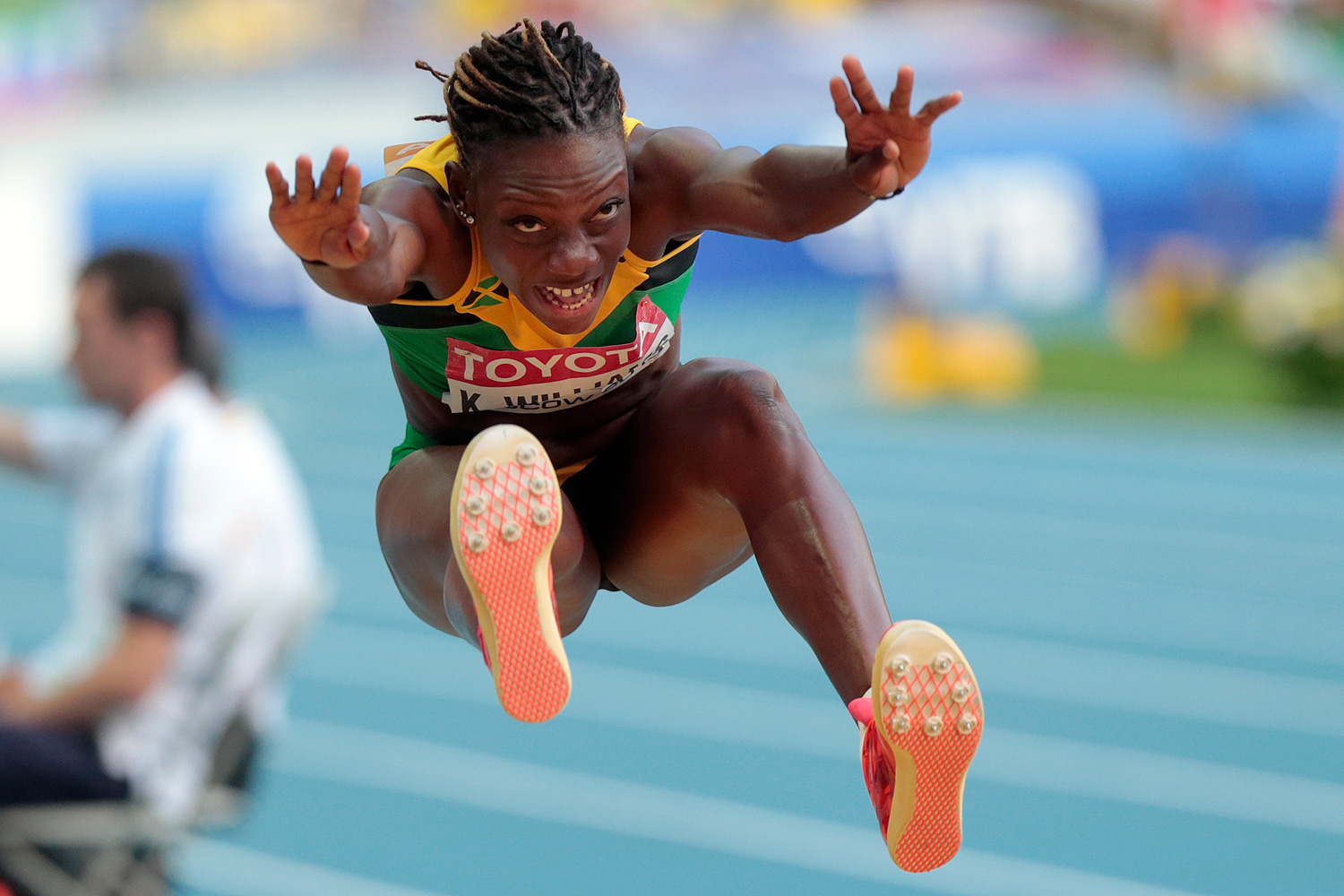
Kimberly Williams erreichte Rang zehn
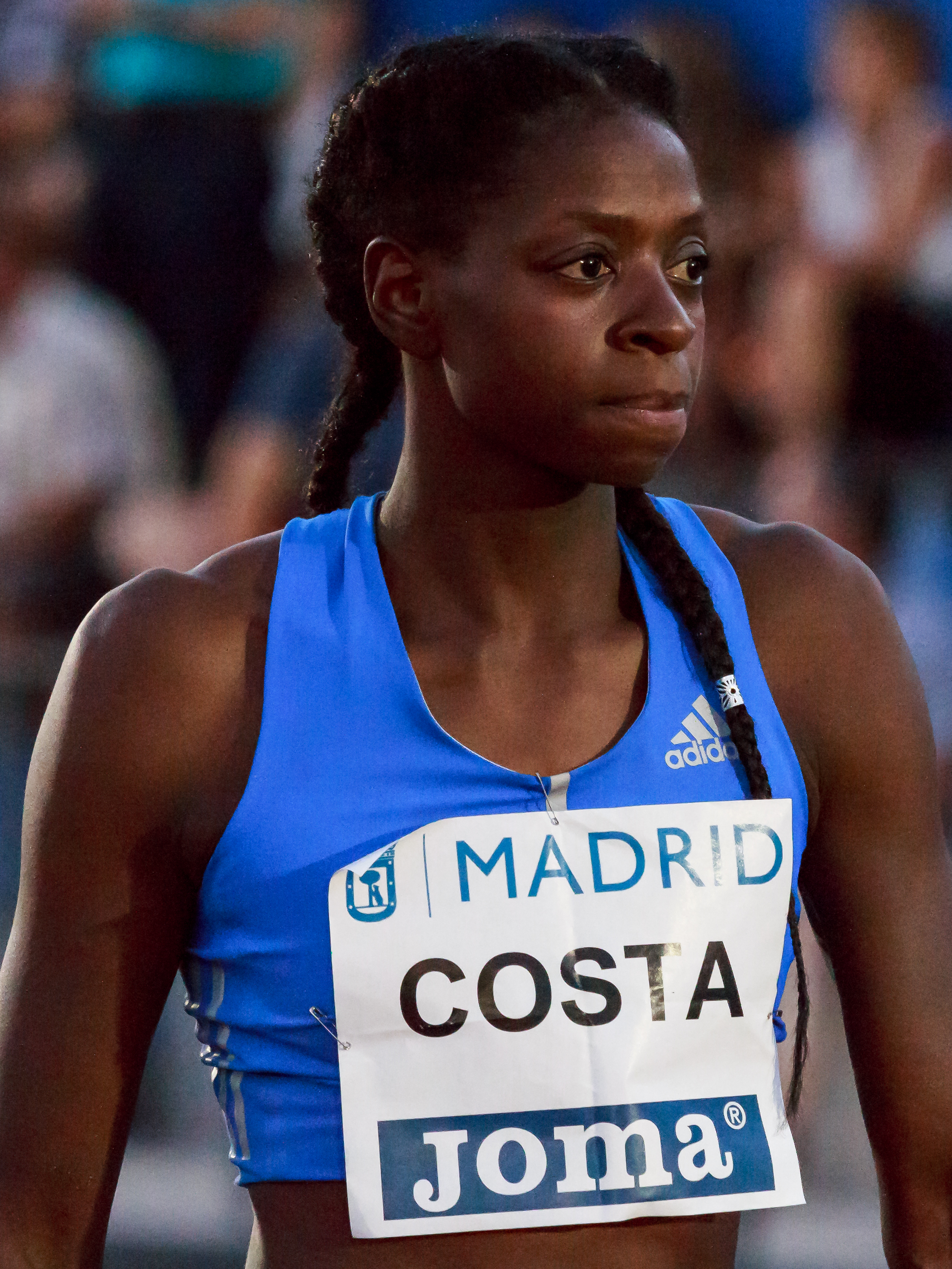
Susanna Costa wurde Elfte
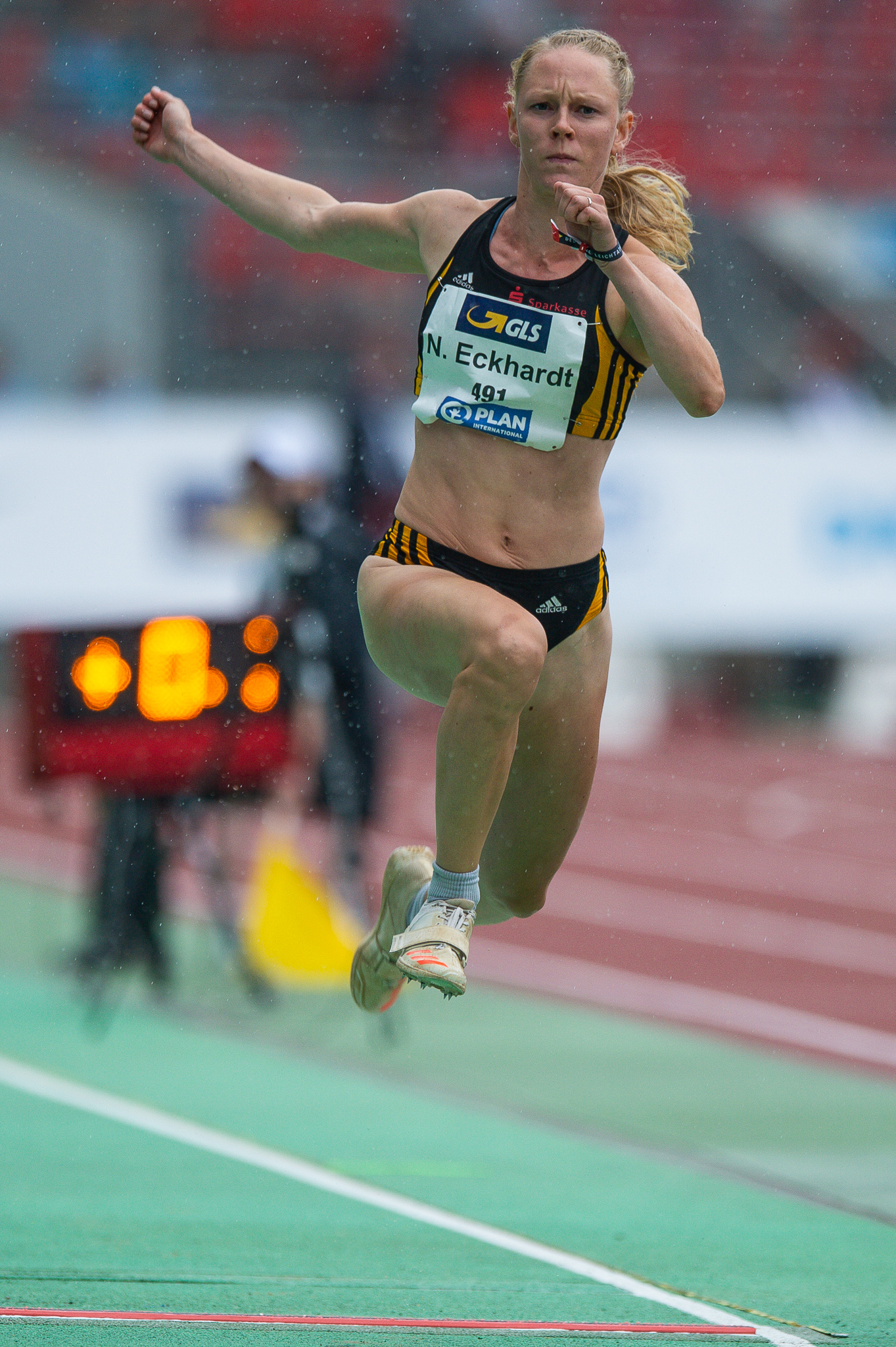
Rang zwölf für Neele Eckhardt

## Video
- WCH London 2017 Highlights – Triple Jump – Women – Final - Yulimar Rojas wins, youtube.com, abgerufen am 8. März 2021